# Kościół św. Jana w Grodnie
Kościół św. Jana w Grodnie (biał. Царква эвангеліцкая) – murowana świątynia ewangelicko–augsburska powstała w Grodnie w II połowie XIX wieku położona przy ul. Akademickiej. Po 1995 w posiadaniu białoruskich ewangelików. 

## Historia
Początki wspólnoty luterańskiej w Grodnie datują się od okresu rządów Tyzenhauza, który sprowadził do miasta niemieckich rzemieślników. Świątynia została zbudowana pod koniec XVIII wieku przy ul. Kirchowej (od 1931: Akademicka) na przedmieściu zwanym Horodnica na bazie starego budynku karczmy podarowanego grodzieńskim ewangelikom przez króla Stanisława Augusta Poniatowskiego. Naprzeciwko budynku kościoła urządzono cmentarz luterański, na którym pochówki odbywały się jeszcze w okresie I wojny światowej. 
Kościół kilkakrotnie przebudowywano: m.in. w 1843, 1870–1873 (powstała wówczas wieża zegarowa) i w 1912 (nadając mu kształt neogotycki). Swój współczesny wygląd uzyskał tuż przed I wojną światową, kiedy wzniesiono również dom pastorski. W 1914 do grodzieńskiej parafii należało około 200 rodzin, w większości niemieckiego pochodzenia. Z grodzieńską wspólnotą luterańską była związana infrastruktura społeczna, m.in. szkoła dla chłopców i dziewcząt oraz klub dla kobiet. W latach 80. aptekarz Adamowicz zapisał na rzecz parafii swoje dwie placówki: w Grodnie i Druskienikach. 
Parafia poprzez swoich pastorów utrzymywała ścisłe więzi z innymi placówkami luterańskimi na Grodzieńszczyźnie (Michałowie, Druskienikach, Wołkowysku i Izabelinie). 
W 1915 znaczna część wiernych została ewakuowana na wschód Rosji w związku z zarządzeniem władz carskich. 
Po włączeniu Grodna do Polski w 1919 parafia została podporządkowana Konsystorzowi w Warszawie. W dwudziestoleciu międzywojennym liczyła od 1,5 do 1,7 tys. wiernych. W kościele modlili się w również grodzieńscy kalwini. Nabożeństwa były prowadzone w językach niemieckim i polskim. Przez cały okres międzywojenny administratorem parafii był Adolf Oswald Plamsch, w 1939 na krótko przejął nad nią zarząd kapelan wojskowy Karol Messerschmidt. 
Po 1945 świątynię odebrano wiernym umieszczając w niej archiwum obwodowe. Po 1995 znów modlą się w niej ewangelicy (nabożeństwa odbywają się w języku rosyjskim).